# Escriboni Libó
Escriboni Libó (llatí: Scribonius Libó) va ser una família romana d'origen plebeu que va esdevenir cèlebre per la seva connexió amb l'emperador August. El seu nom apareix per primera vegada a laSegona Guerra Púnica.
Alguns membres destacats van ser:
- Luci Escriboni Libó, tribú de la plebs el 216 aC.
- Luci Escriboni Libó, pretor el 204 aC.
- Luci Escriboni Libó, cònsol el 192 aC.
- Luci Escriboni Libó, tribú de la plebs el 149 aC i historiador.
- Luci Escriboni Libó, tribú de la plebs el 56 aC i cònsol el 34 aC.
- Marc Escriboni Libó, cònsol el 15 aC.
- Luci Escriboni Libó Drus, conspirà contra Tiberi.
- Luci Escriboni Libó, cònsol l'any 16.